# 1803 Zwicky
Zwicky (asteroide 1803) é um asteroide da cintura principal, a 1,7636701 UA. Possui uma excentricidade de 0,2489257 e um período orbital de 1 314,29 dias (3,6 anos).
Zwicky tem uma velocidade orbital média de 19,4368334 km/s e uma inclinação de 21,5641º.
Este asteroide foi descoberto em 6 de fevereiro de 1967 por Paul Wild. O seu nome é uma homenagem ao astrónomo suíço naturalizado norte-americano Fritz Zwicky.